# Gerard Leonard Reinderhoff

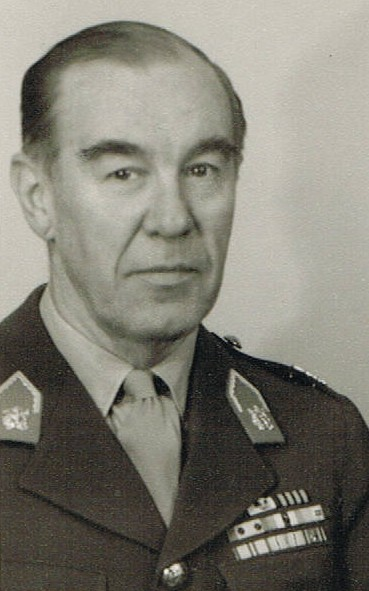
Brigadegeneraal Dick Reinderhoff

Gerard Leonard ('Dick') Reinderhoff (Den Haag, 12 juni 1904 – Londen, 16 mei 1977) was een Nederlandse militair in de rang van brigadegeneraal bij het wapen van de infanterie. Van 1928 tot 1950 diende hij als officier bij het Koninklijk Nederlandsch-Indisch Leger (KNIL) en daarna bij de Koninklijke Landmacht tot 1960.

## Jeugd en opleiding
Reinderhoff groeide op in Den Haag, zoon van leraar en later kunstschilder Gerhard Leonard Reinderhoff en Marie Louise Hekker, violiste. Het gezin telde 4 kinderen, waaronder de bekende illustratrice en kunstschilderes Rie Reinderhoff. In 1922 is hij vrijwillig in dienst gegaan bij het KNIL-instructiebataljon in Kampen. Daarna volgde hij in 1924 de officiersopleiding bij de Koninklijke Militaire Academie in Breda en is in 1928 aangesteld als tweede luitenant. In dat jaar vertrok hij met zijn detachement naar Nederlands-Indië en is ingedeeld bij het 8e bataljon infanterie te Malang. In 1930 overgeplaatst naar de militaire vliegschool te vliegbasis Kalidjati als leerling-vlieger. In 1931 weer ingedeeld bij de infanterie en geplaatst bij het territoriaal commando op west Borneo en bevorderd tot eerste luitenant. In 1932 is hij overgeplaatst naar de mobiele colonne te Pontianak. Tussen 1932 en 1938 volgden diverse functies (vanaf 1934 op Celebes) als commandant. In 1940 wordt hij bevorderd tot kapitein en in 1941 aangesteld als chef-staf bij het troepencommando (versterkt 7e Bataljon Infanterie) op het eiland Tarakan onder bevel van Luitenant-kolonel S. de Waal.

## Tweede Wereldoorlog
Op Tarakan heeft de eerste gewapende strijd plaatsgevonden tussen Nederland en Japan, alwaar op 10 januari 1942 een Japanse aanval is uitgevoerd ter verovering van de olie-installaties aldaar. Na de overgave werd Reinderhoff samen met B.P.M. administrateur en reserve kapitein A.H. Colijn door de Japanse bevelhebber onder bewaking met een ultimatum uitgezonden in een motorsloep, bestemd voor de commandant van het 600 kilometer verder gelegen garnizoen in Balikpapan op Borneo, om de olie installaties daar onbeschadigd te laten, aangezien deze op Tarakan door de Nederlanders voor de landing van de Japanners reeds zwaar waren beschadigd en deels vernield. Reinderhoff en Colijn wisten hun bewakers te overmeesteren en werden vervolgens door een in de sector patrouillerende vliegboot van de Marineluchtvaartdienst op volle zee opgemerkt. Na enkele pogingen kon deze op zee landen en vlogen zij naar Balikpapan alwaar verslag werd gedaan wat er op Tarakan was gebeurd. Daarop werd door de garnizoenscommandant luitenant-kolonel C. van den Hoogenband besloten alle olie installaties ook daar onmiddellijk te vernietigen om niet in Japanse handen te laten vallen.

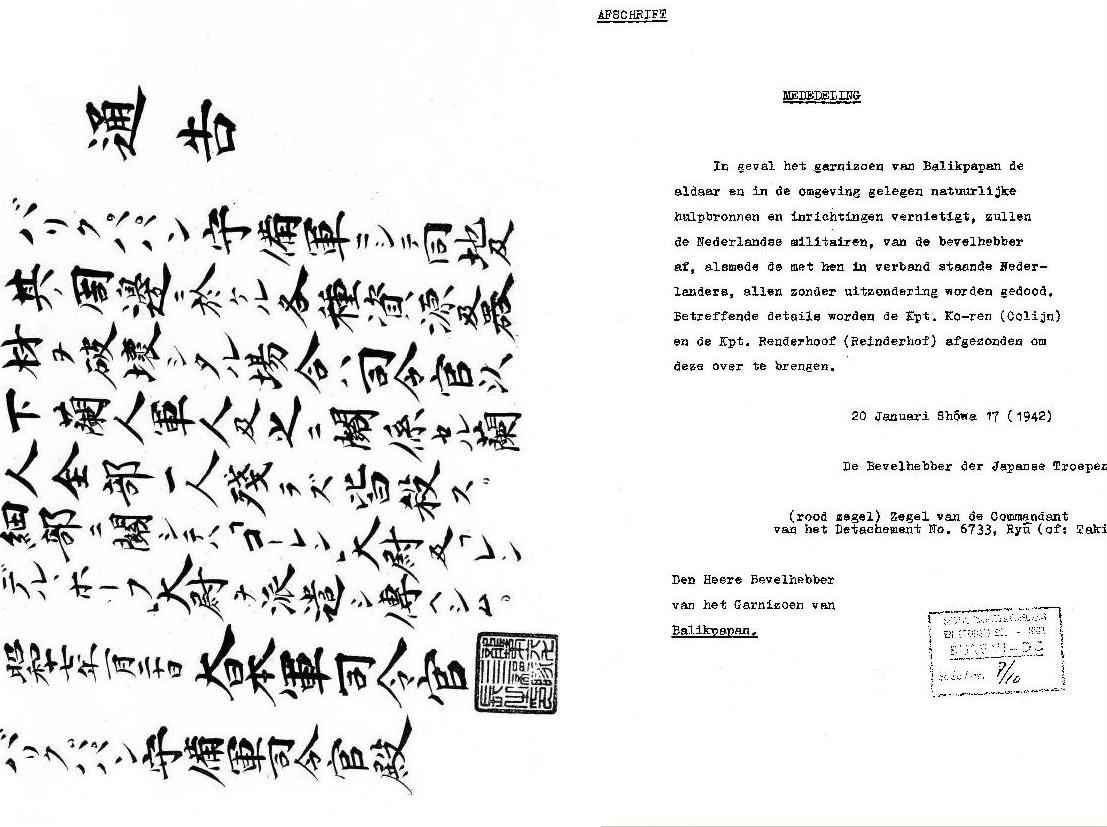
Japans ultimatum

Reinderhoff vloog toen door naar Java alwaar hij vervolgens verslag deed bij de legercommandant luitenant-generaal Hein ter Poorten. Reinderhoff en Colijn werden beiden voor hun inzet onderscheiden met de Bronzen Leeuw). Reinderhoff is toen aangesteld als troepenvoorlichter voor het officierskorps om deze te informeren over de Japanse vechttactieken, aangezien men deze tot dan toe zwaar had onderschat. Toen de Japanse strijdkrachten Java aanvielen op 1 maart 1942 was het echter te laat en op 9 maart moest het KNIL capituleren. Reinderhoff kreeg het bevel van de legercommandant zich te vervoegen naar het militaire vliegveld Andir om uit te kunnen wijken naar Australië. Het was de Generale Staf ter ore gekomen dat de Japanse inlichtingendienst Kempeitai Reinderhoff zocht vanwege zijn 'verraad' op Tarakan, waardoor de olie-installaties op Balikpapan ook grotendeels verloren waren gegaan. Het stond vast dat, mocht hij wederom in Japanse handen vallen, dit hem noodlottig zou worden. Met het laatste vliegtuig, in de nacht van 8 op 9 maart 1942, terwijl het vliegveld reeds benaderd werd door de Japanse strijdkrachten, kon Reinderhoff samen met collega-kapitein S.H.Spoor, die eveneens toestemming had om uit te wijken, ontsnappen. Colijn heeft de oorlog in Japanse gevangenschap doorgebracht en dit helaas niet overleefd.
In Australië wordt Reinderhoff samen met Spoor en enkele andere officieren die uit Nederlands-Indië konden wegkomen, belast met de oprichting van de NEFIS, de Nederlandse militaire inlichtingendienst, die nauw moet gaan samenwerken met de geallieerde inlichtingendiensten onder bevel van de opperbevelhebber van alle geallieerde strijdkrachten in de regio, generaal Douglas MacArthur. Reinderhoff wordt in 1942 herenigd met zijn vrouw, met wie hij tijdens zijn verlof in Europa in 1939 was getrouwd, maar die door de Duitse inval in Nederland niet meer weg kon komen. Zij weet in 1941 alsnog te ontsnappen en komt via Zwitserland, Portugal en Afrika uiteindelijk in Australië aan. In 1944 zal hij uitgezonden worden naar Finschhafen op Nieuw Guinea en verbonden worden aan de staf van het Amerikaanse 6e leger onder generaal Walter Krueger, die verdere gevechtsacties aan het voorbereiden is voor de herovering van Nederlands-Indië. Hij dient daar onder andere de topografische en geografische inlichtingen te coördineren voor de Amerikaanse staf. Later dat jaar wordt hij bij terugkomst benoemd tot hoofd van sectie I van de NEFIS. In oktober 1945 retourneert hij samen met Spoor (die inmiddels kolonel en directeur van de NEFIS is) en de overige NEFIS-manschappen per boot terug naar Java.

## Indonesisch conflict
Op Java wordt Reinderhoff (inmiddels majoor) in 1946 geplaatst bij de staf van de A-divisie (w.o. de X-Brigade die bestaat uit oorlogsvrijwilligers uit Nederland en de Mariniersbrigade) die gelegerd is in Soerabaja, en wordt benoemd tot hoofd van de sectie inlichtingen van deze divisie. In 1948 wordt hij overgeplaatst naar het hoofdkwartier van de Generale Staf van het KNIL en wordt hoofd inlichtingen. Tevens volgt bevordering tot luitenant-kolonel. In 1949 wordt hij benoemd tot directeur van de Centrale militaire inlichtingendienst (CMI). Gedurende het Indonesisch conflict dat uiteindelijk zal leiden tot de volledige onafhankelijkheid van Indonesië, is Reinderhoff als hoofd-officier van de inlichtingendienst nauw betrokken geweest in de laatste fase hiervan. Voor zijn uitnemende bijdragen worden hem een tweetal bijzondere tevredenheidsbetuigingen persoonlijk toegekend namens de legercommandant Generaal Spoor respectievelijk de minister van Buitenlandse Zaken Mr. Dirk Stikker.

## Militair attaché
Na de onafhankelijkheid van en de soevereiniteitsoverdracht aan de nieuwe staat Indonesië, gaat Reinderhoff over naar de Koninklijke Landmacht en wordt aangesteld als Militair Attaché voor Nederland. Zijn eerste benoeming is verbonden aan de Nederlandse Ambassade te Ottawa in Canada, alwaar hij de functie van Militair tevens Luchtmacht Attaché bekleedt. In 1952 wordt hij overgeplaatst en benoemd tot Militair tevens Luchtmacht Attaché te Ankara in Turkije. Voorts wordt hij in 1954, naast zijn huidige functie als Attaché in Turkije, tevens benoemd tot Militair en Luchtmacht Attaché bij het Nederlandse Gezantschap te Teheran in Iran. In 1954 volgt zijn bevordering tot kolonel. In 1956 wordt hij overgeplaatst naar de Nederlandse Ambassade te Bonn in Duitsland en aldaar benoemd tot Militair Attaché. Zijn functie wordt in 1959 uitgebreid met de benoeming tot Militair Attaché te Kopenhagen in Denemarken. In 1960 wordt hij bevorderd tot brigadegeneraal.

## Onderscheidingen
- Bronzen Leeuw
- Officier in de Orde van Oranje-Nassau met de Zwaarden;
- Oorlogsherinneringskruis met 2 gespen (1941-42 en 1942-45);
- Ereteken voor Orde en Vrede met 1 gesp (1947);
- Onderscheidingsteken voor Langdurige Dienst als officier met cijfer XXX;
- Kruis voor betoonde marsvaardigheid
- en:Asiatic-Pacific Campaign Medal (VS);
- Grootkruis van de Orde van Verdienste van de Bondsrepubliek Duitsland;